# Transientenrekorder
Transientenrekorder sind Systeme zur Datenerfassung, die mit sehr hohen Abtastraten und hohen Speichertiefen arbeiten können. Daher eignen sie sich sehr gut für Messaufzeichnungen im Hochgeschwindigkeitsbereich, insbesondere für nicht periodisch auftretende Signale (Transienten), z. B. bei Crashversuchen. Der aufzuzeichnende Zeitraum kann durch gezieltes Triggern auf ein bestimmtes Ereignis eingegrenzt werden. Moderne Transientenrekorder sind in ihrem Funktionsprinzip eng verwandt mit digitalen Oszilloskopen und PC-Oszilloskopen, historisch sind sie jedoch als Weiterentwicklung des Oszillographenprinzips zu betrachten.

## Funktionsprinzip
Ein einfacher Ein-Kanal-Transientenrekorder besteht aus einem Eingangsverstärker, einer Triggereinheit, einer Zeitbasis, einem Analog-digital-Umsetzer sowie einem Speicher, ausgeführt als Schieberegister oder RAM, wobei nur sequentielle Speicherzugriffe notwendig sind. Im Gegensatz zu Oszilloskopen enthalten Transientenrekorder im Normalfall keine graphische Ausgabe der Messdaten.
Die am Eingang anliegenden Signale werden im Takt der Zeitbasis digitalisiert und hintereinander im Speicher abgelegt. Dabei wird der Speicher zyklisch verwendet, das heißt nach Erreichen des letzten Speicherplatzes wird beim ersten Speicherplatz fortgefahren und die dort stehenden Werte überschrieben. Gleichzeitig wird auf das Eintreten des Trigger-Ereignis geprüft. Tritt dieses ein, so wird die Erfassung für eine festgelegte Anzahl von Taktschritten fortgesetzt und dann beendet.
Der Speicher enthält dann sowohl vor als auch nach dem Triggerereignis aufgetretene Werte, wobei die Gesamtzahl der Messwerte der vollen Speicherlänge entspricht. Die Werte werden dann durch einen Mikroprozessor oder PC ausgelesen und weiterverarbeitet.
Zur Erhöhung der Erfassungsgeschwindigkeit können mehrere Transientenrekorderkanäle mit zueinander versetzter Zeitbasis zusammengefasst werden.

## Abgrenzung zu Digitaloszilloskop und Datenlogger
In vielen Anwendungsfällen können Transientenrekorder heute durch Digitaloszilloskope im Wesentlichen gleichwertig ersetzt werden, wenn diese einen zuverlässigen Einzel-Ereignis-Trigger bieten. Im Gegensatz zu Oszilloskopen bieten moderne Transientenrekorder allerdings eine größere Anzahl (mehrere hundert) gleichzeitig erfassbarer Kanäle, und eine überlegene Speichertiefe im Bereich von Gigasamples (Milliarden von Messpunkten) statt der im Oszilloskopbereich üblichen Megasamples (Millionen Punkte). Auf diese Weise ist es beispielsweise möglich, ein auslösendes Primärereignis und ein stark verzögertes Folgeereignis gleichzeitig mit hoher zeitlicher Auflösung zu erfassen. Die hohe Kanalzahl ist insbesondere dann von Vorteil, wenn eine Vielzahl von Sensoren überwacht werden soll.
Die Abgrenzung zwischen Transientenrekordern und Datenloggern erfolgt anhand der Zeitskalen: Während Transientenrekorder sehr schnelle Signale aufzeichnen (z. B. Verlauf der Kraft und Beschleunigung während eines Crashtests bei einer Gesamtaufzeichnungsdauer im Sekundenbereich), werden Datenlogger für die Langzeitüberwachung von langsam veränderlichen Größen verwendet (z. B. Temperatur oder Luftdruck, mit typischerweise wenigen Messwerten pro Stunde). Diese unterschiedlichen Parameterbereiche spiegeln sich in der technischen Realisierung der beiden Geräteklassen, so dass sie trotz ihrer konzeptionellen Ähnlichkeit im Allgemeinen nicht austauschbar sind.

## Anwendungen
Transientenrekorder werden meist im Bereich der Grundlagen- und angewandten Forschung sowie an Test- und Prüfständen im industriellen Umfeld eingesetzt. Beispiele sind Materialforschung (Belastungstests), Ballistik, Hochstrom- und Hochspannungsprüffeld, oder Crash- und Airbag-Tests in der Automobilindustrie.

## Historische Entwicklung
Transientenrekorder wurden bereits in den 1970er Jahren entwickelt, als noch keine schnellen Flash-ADC zur Verfügung standen. Daher war die unter Funktionsprinzip beschriebene Vorgehensweise für schnelle Signale nicht realisierbar. Stattdessen wurden analoge CCD-Zwischenspeicher eingesetzt. Auf diese Weise konnte die Digitalisierung dann langsam erfolgen.
Aufgrund des Fortschritts bei schnellen Analog-Digital-Umsetzern ist diese Technik heute bedeutungslos.
Frühe Transientenrekorder besaßen außerdem einen Analogausgang auf Basis eines langsam getakteten Digital-analog-Umsetzers. Dieser erlaubte die Darstellung des gespeicherten Signals auf einem gewöhnlichen Oszilloskop.